# Xã Summerfield, Quận Clare, Michigan
Xã Summerfield (tiếng Anh: Summerfield Township) là một xã thuộc quận Clare, tiểu bang Michigan, Hoa Kỳ. Năm 2010, dân số của xã này là 456 người.